# La deuda (película de 2015)
La deuda (originalmente en inglés The Debt) es una película de suspenso y drama de 2015 escrita y dirigida por Barney Elliott. Está protagonizada por Stephen Dorff, Elsa Olivero, Amiel Cayo y Marco Antonio Ramirez. Es una coproducción internacional entre Perú, España y Estados Unidos.

## Sinopsis
Un banquero estadounidense de fondos de cobertura (Stephen Dorff) compra las deudas de los terratenientes peruanos que adquirieron con la reforma agraria del Gobierno Revolucionario de la Fuerza Armada, lo que afectará la vida de varias personas, incluida una enfermera (Olivero), un granjero obstinado que se niega a vender su tierra (Cayo) y el hijo del granjero (Ramírez).

## Reparto
- Stephen Dorff como Oliver
- David Strathairn como Nathan
- Brooke Langton como Kate Campbell
- Carlos Bardem como Caravedo
- Alberto Ammann como Ricardo
- Amiel Cayo como Florentino
- Marco Antonio Ramirez como Diego
- Elsa Olivero como Maria
- Melvin Quijada como Jorge, hermano de Florentino
- Lucho Cáceres como Dr. Cerrón
- Delfina Paredes como Gloria, la madre de María
- Alfonso Santistevan como Manuel Barros

## Recepción
Rotten Tomatoes, un agregador de reseñas, informa que el 44% de los nueve críticos encuestados dieron a la película una reseña positiva; la calificación promedio fue 5.3/10. Jonathan Holland de The Hollywood Reporter la calificó como "bien intencionada y ambiciosa, pero llena de fallas en el guión", ya que la película "sacrifica impulso y enfoque" al contar demasiadas historias. Jeannette Catsoulis de The New York Times escribió: "Lenta y sincera, The Debt muerde más trama de la que puede masticar dramáticamente". Katie Walsh de Los Angeles Times escribió: "A pesar de sus mejores esfuerzos para provocar la reflexión, la película es dramáticamente inerte, lenta y sus revelaciones no son tan esclarecedoras políticamente".

## Premios
Festival de Málaga
- Mejor guion original
- Mejor actriz de reparto a Elsa Olivero